# Ян Юрчец
Ян Юрчец (хорв. Jan Jurčec; нар. 27 листопада 2000, Загреб, Хорватія) — хорватський футболіст, правий вінґер криворізького «Кривбасу».

## Клубна кар'єра
Народився в Загребі, розпочав футбольну кар'єру в місцевій «Локомотиві». У сезоні 2014/15 років перейшов до «Кустошії». 11 травня 2019 року дебютував за першу команду «Кустошії» у програному (1:2) поєдинку Другої ліги Хорватії проти «Шибеника». У сезоні 2018/19 він провів загалом три матчі. Провів десять матчів у сезоні 2019/20 років, який був скасований через COVID. У сезоні 2020/21 років відзначився 3-ма голами в 30 матчах. У сезоні 2021/22 років став найкращим бомбардиром своєї команди, відзначився 8-ма голами у 26 матчах.
19 липня 2022 року перейшов до клубу австрійської Бундесліги «Альтах», з яким підписав 2-річний контракт з можливістю продовження ще на один рік, розрахований до червня 2024 року. 24 липня 2022 року дебютував у Бундеслізі, в якому на 55-й хвилині першого туру сезону 2022/23 року проти «Гартберга» вийшов замість Штефана Гаудума. Після закінчення контракту наприкінці сезону 2023/24 років залишив «Альтах». Першим голом з нову команду відзначився 22 серпня 2022 року в програному (1:4) поєдинку чемпіонату проти ЛАСКа. Швидко закріпився в команді, яку тренує Мірослав Клозе, завдяки чому напередодні зимового трансферного вікна до нього зацікавилися кілька італійських команд, але молодий хорват зрештою залишився в клубі.
Після шести місяців перебування без клубу переїхав в Україну, де 14 березня 2025 року приєднатися до «Кривбасу», з яким підписав 2,5-річний контракт.

## Кар'єра в збірній
По материній лінії має польське походження. Дебютував за молодіжну збірну Хорватії 17 листопада 2022 року в переможному (3:1) товариському матчі проти Польщі.

## Статистика виступів

### Клубна
Станом на 23 квітня 2023 року.
| Сезон                 | Команда               | Чемпіонат             | Чемпіонат | Чемпіонат | Нац. кубок | Нац. кубок | Нац. кубок | Конт. кубок | Конт. кубок | Конт. кубок | Інші кубки | Інші кубки | Інші кубки | Загалом | Загалом |
| Сезон                 | Команда               | Змаг.                 | Матчі     | Голи      | Змаг.      | Матчі      | Голи       | Змаг.       | Матчі       | Голи        | Змаг.      | Матчі      | Голи       | Матчі   | Голи    |
| --------------------- | --------------------- | --------------------- | --------- | --------- | ---------- | ---------- | ---------- | ----------- | ----------- | ----------- | ---------- | ---------- | ---------- | ------- | ------- |
| 2018-2019             | «Кустошия»            | 2 ХФЛ                 | 3         | 1         |            | -          | -          |             | -           | -           |            | -          | -          | 3       | 1       |
| 2019-2020             | «Кустошия»            | 2 ХФЛ                 | 10        | 0         |            | -          | -          |             | -           | -           |            | -          | -          | 10      | 0       |
| 2020-2021             | «Кустошия»            | 2 ХФЛ                 | 30        | 3         |            | -          | -          |             | -           | -           |            | -          | -          | 30      | 3       |
| 2021-2022             | «Кустошия»            | 2 ХФЛ                 | 26        | 8         |            | -          | -          |             | -           | -           |            | -          | -          | 26      | 8       |
| Загалом за «Кустошию» | Загалом за «Кустошию» | Загалом за «Кустошию» | 69        | 12        |            | -          | -          |             | -           | -           |            | -          | -          | 69      | 12      |
| 2022-2023             | «Альтах»              | БЛ                    | 25        | 2         | КА         | 0          | 0          |             | -           | -           |            | -          | -          | 25      | 2       |
| Усього за кар'єру     | Усього за кар'єру     | Усього за кар'єру     | 94        | 14        |            | 0          | 0          |             | -           | -           |            | -          | -          | 94      | 14      |